# Shimshon Tel Aviv FC
El Shimshon Tel Aviv Football Club (en hebreo: מועדון כדורגל שמשון תל אביב‎) es un club de fútbol israelí con sede en Tel Aviv que actualmente juega en la Liga Alef. Disputa sus partidos en el Northern Sportech Ground.
En el 2000 se fusionó con el Beitar Tel Aviv para crear el Beitar/Shimshon Tel Aviv. En 2014 el club fue refundado por un empresario local. El 11 de septiembre de 2014 Shimshom venció al Hapoel Ramat Gan 1–0 en su primer partido en 10 años.

## Historia

### Primeros años
El club se formó en memoria de Shimshon Douri, un antiguo jugador del Maccabi Tel Aviv que murió en la guerra árabe-israelí de 1948. Era el club de Kerem haTeimanim, un barrio de Tel Aviv.

## Palmarés
- Toto Cup (2): 1986/87, 1987/88
- Liga Alef (1): 1959/60